# Kattenbosserheide
De Kattenbosserheide is een natuurgebied dat zich uitstrekt ten zuiden van de Lommelse gehucht Kattenbos en dat gelegen is ten noorden van Gelderhorsten. Sinds 2023 maakt het gebied deel uit van Nationaal Park Bosland.
Het gebied bestaat voornamelijk uit aanplant van grove den, waarbinnen zich een heideveld bevindt. Door het gebied loopt een fietspad en er zijn wandelingen uitgezet. Verder vindt men hier de Leyssensmolen en ten oosten van het gebied de Duitse militaire begraafplaats.
In dit gebied heeft men grafheuvels van de urnenveldencultuur gevonden. De opgegraven voorwerpen zijn te vinden in het Museum Ons Erfgoed te Lommel.